# Pierrefonds
Pierrefonds es una comuna francesa situada en el departamento de Oise, de la región de Alta Francia.
Es famosa por su castillo, reconstruido por el arquitecto Eugène Viollet-le-Duc en la segunda mitad del siglo XIX.
Los habitantes se llaman Pétrifontains y Pétrifontaines.

## Geografía
Está ubicada en el bosque de Compiègne, a 15 km al sureste de Compiègne y a 80 km al noreste de París.

## Demografía
| 1 548 | 1 531 | 1 474 | 1 376 | 1 548 | 1 945 | 2 039 | 1 840 |
| Para los censos de 1962 a 1999 la población legal corresponde a la población sin duplicidades (Fuente: INSEE [Consultar]) |       |       |       |       |       |       |       |